# Johann David Heinichen
Johann David Heinichen (17 de abril de 1683 - 16 de julho de 1729) foi um compositor barroco alemão e teórico musical, que trouxe o gênio musical de Veneza para a corte de Augusto II da Polônia, em Dresden.

## Biografia
Johann David Heinichen nasceu na pequena aldeia de Krössuln (atualmente parte da cidade de Teuchern, na Saxony-Anhalt) perto de Weissenfels. Seu pai, Michael Heinichen, estudou música na célebre Thomasschule Leipzig associada à Thomaskirche, serviu como cantor em Pegau e foi pastor da igreja da aldeia em Krössuln. Johann David também participou da Thomasschule Leipzig. Lá ele estudou música com Johann Schelle e mais tarde recebeu aulas de órgão e cravo com Johann Kuhnau.
Heinichen matriculou-se em 1702 para estudar direito na Universidade de Leipzig e em 1705-1706 se qualificou como advogado (no início do século XVIII a lei era um caminho preferido para compositores; Kuhnau, Graupner e Georg Philipp Telemann também eram advogados). Heinichen exerceu a advocacia em Weissenfels até 1709.
No entanto, Heinichen manteve seu interesse pela música e estava compondo óperas ao mesmo tempo. Em 1710, ele publicou a primeira edição de seu principal tratado sobre o baixo contínuo. Foi para a Itália onde passou sete anos de formação, principalmente em Veneza, com grande sucesso com duas óperas, Mario e Le passioni per troppo amore (1713). Mario foi encenado novamente em Hamburgo em 1716 com o título alemão, Calpurnia, oder die romische Grossmut.
Em 1712, ele ensinou música a Leopold, Príncipe de Anhalt-Köthen, que o levou como compositor. O mesmo príncipe nomearia Johann Sebastian Bach Kapellmeister no final de 1717. Em 1716, Heinichen conheceu em Veneza o Príncipe Augusto III da Polônia, filho do Rei Augusto II, o Forte, e graças a ele foi nomeado Real Polonês e Eleitoral-Saxão Kapellmeister em Dresden. Seus alunos incluíam Johann Georg Pisendel. Em 1721, Heinichen casou-se em Weissenfels; o nascimento de seu único filho é registrado como janeiro de 1723. Em seus últimos anos, a saúde de Heinichen sofreu muito; na tarde de 16 de julho de 1729, ele foi enterrado no cemitério de Johannes depois de finalmente sucumbir à tuberculose.
Sua música começou a ser mais conhecida depois de 1992, quando Musica Antiqua Köln sob Reinhard Goebel gravou uma seleção de Dresden Concerti (Seibel 204, 208, 211, 213–215, 217, 226, 231–235, 240), seguido por uma gravação de Lamentationes and Passionsmusik de Heinichen (1996). Sua única ópera para Dresden, Flavio Crispo (1720), nunca foi apresentada e não foi gravada até 2018.

## Trabalhos orquestrados
Um catálogo de composições conhecidas de Johann David Heinichen foi publicado em 1913 por Gustav Adolph Seibel. No entanto, esta não é uma lista completa, já que outro catálogo de obras instrumentais foi publicado posteriormente por Günther Hausswald, e existem discrepâncias entre os dois.

### Suites orquestrais
- Seibel 205 \ Suite para 2 oboés e fagote em Sol maior (Hwv II: 1)
- Seibel 206 \ Suite para cordas em Sol maior (Hwv II: 2)
- Seibel 267 \ Tafelmusik em Fá maior

### Sinfonias
- Seibel 207 \ Sinfonia em Ré maior (Hwv IV: 1)
- Seibel 208 \ Sinfonia em Lá maior (Hwv IV: 3)
- Seibel 209 \ Sinfonia em Fá maior (Hwv IV: 4)
- Seibel 210 \ Sinfonia em Fá maior (Hwv IV: 5)

### Concerti grossi
- Seibel 211 \ Concerto grosso em dó maior (Hwv I: 1)
- Seibel 213 \ Concerto grosso em Sol maior (Hwv I: 7)
- Seibel 214 \ Concerto grosso em Sol maior (Hwv I: 4 e 6) - Hausswald identificou 2 versões do concerto, uma de 1715 em Darmstadt e outra de 1717 em Veneza.
- Seibel 215 \ Concerto grosso em Sol maior (Hwv I: 3)
- Seibel 216 \ Concerto grosso em Sol maior (Hwv I: 5)
- Seibel 217 \ Concerto grosso em Sol maior (Hwv I: 2)
- Seibel 223 \ Concerto a quattro em Ré maior (Hwv IV: 2)
- Seibel 226 \ Concerto grosso em Ré maior (Hwv I: 14)
- Seibel 231 \ Concerto grosso em Fá maior (Hwv I: 15)
- Seibel 232 \ Concerto grosso em Fá maior (Hwv I: 17)
- Seibel 233 \ Concerto grosso em Fá maior (Hwv I: 20)
- Seibel 234 \ Concerto grosso em Fá maior (Hwv I: 18)
- Seibel 235 \ Concerto grosso em Fá maior (Hwv I: 19)
- Seibel 236 \ Concerto a quattro em Si bemol maior
- Seibel 242 \ Pastorale em Lá maior (Hwv III: 21)
- Seibel deest \ Concerto a quattro em Ré maior

## Concerto para instrumentos solo

### Concertos para violino
- Seibel 224 \ Concerto para violino em Ré maior (Hwv I: 13)
- Seibel 239 \ Concerto para violino em mi bemol maior (Hwv I: 23)
- Seibel deest \ Concerto para violino em si bemol maior
- Seibel deest \ Concerto para violino em lá menor

### Concertos de flauta
- Seibel 219 \ Concerto para flauta em sol maior (Hwv I: 8)
- Seibel 220 \ Concerto para flauta em sol maior (Hwv I: 9)
- Seibel 221 \ Concerto para flauta em mi menor (Hwv I: 11)
- Seibel 225 \ Concerto para flauta em Ré maior (Hwv I: 12)

### Concertos de oboé
- Concerto de Seibel 212 \ Oboé em Lá menor (Hwv VI: 1)
- Concerto de Seibel 227 \ Oboé em Ré maior (Hwv V: 3)
- Seibel 228 \ Concerto para oboé d'amore em Lá maior (Hwv V: 4)
- Concerto de Seibel 230 \ Oboé em Fá maior (Hwv I: 16)
- Concerto de Seibel 237 \ Oboé em Sol menor (Hwv I: 21)
- Seibel deest \ Concerto para oboé em Sol maior

### Concertos de teclado
- Seibel 229 \ Concerto para cravo em Fá maior (Hwv III: 4)

### Concertos duplos
- Seibel 218 \ Concerto para flauta e violino em mi menor (Hwv V: 2)
- Seibel 222 \ Concerto para 2 oboés em mi menor (Hwv I: 10)
- Seibel 238 \ Concerto para oboé e flauta em sol menor (Hwv I: 22)
- Seibel 240 \ Concerto para oboé e violino em dó menor (Hwv I: 24)
- Seibel 245 \ Sonata da chiesa para oboé e violino em sol maior (reformulação do Concerto para oboé, Seibel 212)
- Seibel deest \ Concerto para 2 flautas ou flauta e oboé em Ré maior

## Música de câmara

### Sonatas solo
- Seibel 260 \ Sonata para flauta em ré maior (Hwv III: 2)
- Seibel 261 \ Sonata para flauta em ré maior (Hwv III: 1)
- Seibel 262 \ Sonata para flauta em ré maior
- Seibel 263 \ Sonata para violino em fá maior (Hwv III: 3)
- Sonata de Seibel 265 \ Oboé em Sol menor (Hwv III: 5)
- Seibel 266 \ Sonata para violino em dó menor (Hwv III: 7)

### Duo sonatas
- Seibel 277 \ Sonata para oboé e fagote em dó menor (Hwv III: 6)

### Trio sonatas
- Seibel 243 \ Sonata para flauta, oboé e contínuo em Sol maior (Hwv III: 8)
- Seibel 244 \ Sonata para oboé, violino e contínuo em sol maior
- Seibel 246 \ Sonata para flauta, violino e contínuo em sol maior (Hwv III: 9)
- Seibel 247 \ Sonata para flauta, fagote e contínuo em Sol maior (Hwv III: 10)
- Seibel 248 \ Sonata para 2 flautas e contínuo em Sol maior (Hwv VI: 2)
- Seibel 249 \ Sonata para flauta, violino e contínuo em sol maior (Hwv V: 1)
- Seibel 250 \ Sonata para flauta, violino e contínuo em sol maior (Hwv III: 11)
- Seibel 252 \ Sonata para 2 flautas e contínuo em Sol maior (Hwv III: 12)
- Seibel 253 \ Sonata para oboé, violino e contínuo em Ré maior (Hwv III: 18)
- Seibel 254 \ Sonata para oboé, viola da gamba e contínuo em dó menor (Hwv III: 16)
- Seibel 256 \ Sonata para flauta, viola d'amore e contínuo em Fá maior (Hwv III: 13)
- Seibel 258 \ Sonata para oboé, violino e contínuo em dó menor (Hwv III: 14)
- Seibel 259 \ Sonata para 2 oboés e contínuo em dó menor (Hwv III: 15)
- Seibel deest \ Sonata para violino, fagote e contínuo em Ré maior

### Quarteto sonatas
- Seibel 251 \ Sonata para flauta, 2 violinos e contínuo em sol maior (Hwv III: 17)
- Seibel 255 \ Sonata para 2 violinos, viola e contínuo em Ré maior (Hwv III: 19)
- Seibel 257 \ Sonata para 2 oboés, fagote e contínuo em Si bemol maior (Hwv III: 20)

## Peças para solo de teclado
- Seibel 241 \ Fughetta para órgão em Ré maior (Hwv VII: 1)
- Seibel 264 \ Harpsichord Sonata em Fá maior (Hwv V: 5)
- Seibel 268 \ Fughetta para cravo em Ré maior
- Seibel 269 \ Larghetto para cravo em Mi bemol maior
- Seibel 270 \ Sarabande para cravo em Fá maior
- Seibel 271 \ Loure para cravo em Sol maior

## Cantatas
- Seibel 137 \ Là, pomba em grembo al colle em dó maior
- Seibel 138 \ Quanto siete afortunado em Lá maior
- Seibel 139 \ Già la stagion novella em Si bemol maior
- Seibel 140 \ Glori bell 'ídolo mio em Mi maior
- Seibel 141 \ PerchË mai si bruni siete em Fá maior
- Seibel 142 \ Qual fugiamai quel core em Fá maior
- Seibel 143 \ Per sveglia nove fiamme em Ré maior
- Seibel 144 \ A increspar l'onda con l'onda em Lá maior
- Seibel 145 \ Chi puo mirarui senz 'adoravi em Lá maior
- Seibel 146 \ Tu mi chiedi s'io t'amo em si bemol maior
- Seibel 147 \ Quando sciolto d'amor io mi credea em Mi bemol maior
- Seibel 148 \ Dal povero mio cor em dó menor
- Seibel 149 \ Lascia di tormentarmi em lá menor
- Seibel 150 \ Mia Climene adorata em Mi maior
- Seibel 151 \ Lontananza tiranna che vate em Mi bemol maior
- Seibel 152 \ Bella te lascio addio giunia em Mi bemol maior
- Seibel 153 \ Doppo tante e tante pene em Mi bemol maior
- Seibel 154 \ Leggi bel Idol mio em Si bemol maior
- Seibel 155 \ Sedea Fileno un giorno em Si bemol maior
- Seibel 156 \ In riva al bel sebeto l'ontano em Fá maior
- Seibel 157 \ D'Eurilla sempre amata em Lá maior
- Seibel 158 \ Dove fiorito impero em sol maior
- Seibel 159 \ Usignolo che piangenda em Lá maior
- Seibel 160 \ Mitilde mio tresor em dó menor
- Seibel 161 \ Nel dolce tempo em Lá maior
- Seibel 162 \ Nice se il tuo bel labro em Si menor
- Seibel 163 \ Alla caccia dell'alme em Ré maior
- Seibel 164 \ Sento là che ristretto em Sol menor
- Seibel 165 \ Voi ben sapete em Sol maior
- Seibel 166 \ Rusceletto che vai scherzando em ré maior
- Seibel 167 \ Dimmi, o mio cor em dó menor
- Seibel 168 \ Fosche tenebre e dense em Fá maior
- Seibel 169 \ O deluse esperanze em Mi bemol maior
- Seibel 170 \ Sei gentil, sei vezzosa em Sol maior
- Seibel 171 \ Intorno a quella Rosa em Fá maior
- Seibel 172 \ Tormento dell'alma amore em Lá menor
- Seibel 173 \ Delizie del mio core em Sol maior
- Seibel 174 \ Lieve turba canoro em Si bemol maior
- Seibel 175 \ Parto à te menzognero em Ré maior
- Seibel 176 \ Ascolta, Eurillo, ascolta em Ré maior
- Seibel 177 \ Più lucide, più belle em si bemol maior
- Seibel 178 \ O beato quel giorno em Lá maior
- Seibel 179 \ Mio cor amante em Lá Maior
- Seibel 180 \ Se mai Tirsi mio bene em Ré menor
- Seibel 181 \ La dove al pado em Riva em Lá Maior
- Seibel 182 \ Ou che stanco dal corso em grembo em sol maior
- Seibel 183 \ La bella fiamma o Tirsi em ré menor
- Seibel 184 \ Luci voi siete quelle de all'alma em lá maior
- Seibel 185 \ Sele amene autri ambrosi em Ré maior
- Seibel 186 \ Amo sospiro ed ardo em dó menor
- Seibel 187 \ Io scherzo, io rido, io canto em sol maior
- Seibel 188 \ D'amante sventurato em mi maior
- Seibel 189 \ Dori vezzosa Dori em Ré menor
- Seibel 190 \ Non di Fillide il seno em Lá menor
- Seibel 191 \ Bella se puo gradite em Sol menor
- Seibel 192 \ Ebra d'amor fuggia em Sol menor
- Seibel 193 \ Di giubilo tutto abbrudo em Sol maior
- Seibel 194 \ Filli, che in te ravolta em lá menor
- Seibel 195 \ Doppo lunga catena em ré maior
- Seibel 196 \ Il caro e bel piacer em Sol maior
- Seibel 197 \ O giove eccelso em Sol maior
- Seibel 198 \ Da più eccelsi pensieri em mi menor
- Seibel 199 \ Deh taci crudele ingrata em Ré menor

## Obras litúrgicas

### Missas
- Seibel 1 \ Massa No. 1 em Ré maior
- Seibel 2 \ Massa No. 4 em Ré maior
- Seibel 2a \ Missa brevis em Ré maior (2ª versão da Missa No.4)
- Seibel 3 \ Massa No. 6 em Ré maior
- Seibel 4 \ Massa No. 8 em Ré maior
- Seibel 5 \ Missa No. 9 em Ré maior
- Seibel 6 \ Massa No.11 em Ré maior
- Seibel 7 \ Massa No. 12 em Ré maior
- Seibel 8 \ Massa nº 7 em Ré maior
- Seibel 9 \ Missa em Ré maior (2ª versão da Missa No.1)
- Seibel 10 \ Missa reformata em Ré maior (arr. Da Missa No. 12 de Joseph Schuster)
- Seibel 11 \ Massa No. 2 em Fá maior
- Seibel 11a \ Missa em Fá maior (2ª versão da Missa No.2)
- Seibel 12 \ Massa No. 3 em Fá maior
- Seibel 12a \ Missa em Fá maior (2ª versão da Missa No.3)
- Seibel 13 \ Missa em Fá maior (2ª versão da Missa No.5)
- Seibel 14 \ Massa No. 5 em Fá maior
- Seibel 15 \ Massa em Fá maior (partes idênticas à Massa No.2)
- Seibel 16 \ Massa em Fá maior (partes idênticas à Massa No.3)
- Seibel 17 \ Requiem em dó maior
- Seibel 18 \ Requiem em Mi bemol maior
- Seibel 50 \ Kyrie eleison em Ré maior (arr. De Schuster)
- Seibel 51 \ Cum sancto spiritu em Ré maior (arr. De Schuster)
- Seibel 52 \ In gloria Dei Patri em Ré maior (arr. De Schuster)
- Seibel 53 \ Et vitam venturi saeculi em Ré maior (arr. De Schuster)
- Seibel 54 \ Agnus Dei em Ré maior (arr. De Schuster)
- Seibel 55 \ Kyrie eleison em ré menor (arr. De Schuster)
- Seibel deest \ Credo em Ré maior

### Litanias
- Seibel 67 \ Kyrie eleison em Ré maior (arr. De Schuster)
- Seibel 68 \ Kyrie eleison em ré maior
- Seibel 85 \ Litaniae pro Festo Santi Fr. Xaveri em mi menor
- Seibel 86 \ Litaniae pro Festo Corporis Domini em Mi menor
- Seibel 87 \ Litaniae pro Festo Santi Fr. Xaveri em dó menor
- Seibel 88 \ Litaniae pro Festo Corporis Domini em dó menor

### Cantatas
- Seibel 29 \ Cantata al Sepolcro di nostro Signoro em dó menor
- Seibel 30 \ Cantata al Sepolcro di nostro Signoro em dó menor

### Cânticos
- Seibel 89 \ Magnificat em Sol maior
- Seibel 90 \ Magnificat em Lá maior
- Seibel 91 \ Magnificat em Fá maior
- Seibel 92 \ Magnificat em Fá maior
- Seibel 93 \ Magnificat em Si bemol maior
- Seibel 94 \ Magnificat em Si bemol maior
- Seibel 95 \ Magnificat em Si bemol maior
- Seibel 96 \ Magnificat em Mi bemol maior
- Seibel 116 \ Te Deum em Ré maior
- Seibel 117 \ Te Deum em Ré maior
- Seibel 118 \ Te Deum em Ré maior

### Salmos

#### Latim
- Seibel 26 \ Beatus vir em Fá maior
- Seibel 27 \ Beatus vir em Ré menor
- Seibel 28 \ Beatus vir em Mi bemol maior
- Seibel 31 \ Confitebor em Lá menor
- Seibel 32 \ Confitebor em Sol maior
- Seibel 33 \ Confitebor em Sol menor
- Seibel 34 \ Credidi em Fá maior
- Seibel 35 \ De profundis em dó menor
- Seibel 44 \ Dixit Dominus em Fá maior
- Seibel 45 \ Dixit Dominus em Fá maior
- Seibel 46 \ Dixit Dominus em Ré menor
- Seibel 47 \ Dixit Dominus em Si bemol maior
- Seibel 48 \ Dixit Dominus em Mi bemol maior
- Seibel 64 \ In exitu Israel em Lá menor
- Seibel 65 \ In exitu Israel em Si bemol maior
- Soma Seibel 69 \ Laetatus em Dó maior
- Soma de Seibel 70 \ Laetatus em Ré maior
- Seibel 78 \ Lauda Jerusalém em dó maior
- Seibel 79 \ Lauda Jerusalém em Ré maior
- Seibel 80 \ Lauda Jerusalém em Fá maior
- Seibel 81 \ Laudate pueri em dó maior
- Seibel 82 \ Laudate pueri em Sol maior
- Seibel 83 \ Laudate pueri em Fá maior
- Seibel 84 \ Laudate pueri em Fá maior
- Seibel 97 \ Memento Domine David em Sol menor
- Seibel 98 \ Nisi Dominus em Sol menor
- Seibel 99 \ Nisi Dominus em dó menor

#### Vernacular
- Seibel 36 \ Es lebet Jesus unser Hort em dó maior
- Seibel 37 \ Meine Seele erhebet den Herrn em dó maior
- Seibel 38 \ Ach, foi soll ich Sünder machen em Mi menor
- Seibel 39 \ Warum toben die Heiden em Ré maior
- Seibel 40 \ Einsamkeit, o stilles Wesen em Fá maior
- Seibel 41 \ Heilig ist Gott der Herr em Fá maior
- Seibel 42 \ Gegrüßet seyst du holdseelige Maria em Si bemol maior
- Seibel 43 \ Gott ist unsere Zuversicht em Sol menor

### Antífonas, hinos e motetos
- Seibel 21 \ Quis accendet em Sol maior
- Seibel 22 \ Alma Mater redemptoris em Fá maior
- Seibel 23 \ Alma Mater redemptoris em Mi bemol maior
- Seibel 24 \ Ave Regina em Mi bemol maior
- Seibel 25 \ Beati omnes em sol menor
- Seibel 49 \ Domine probasti me em mi menor
- Seibel 56 \ Haec morre quam fecit em Sol maior
- Seibel 57 \ Decora lux aeternitatis em dó maior
- Seibel 58 \ Te Joseph célebre em lá menor
- Seibel 59 \ Ave Maris Stella em Fá maior
- Seibel 60 \ Jesu Redemptor omnium em Fá maior
- Seibel 61 \ Pange lingua em Ré menor
- Seibel 62 \ Veni criador Spiritus em Sol menor
- Seibel 63 \ In convertendo em dó maior
- Seibel 66 \ Libavit eos exdipe em Ré menor
- Seibel 100 \ Domine Jesu Christe em lá menor
- Seibel 101 \ Regina coeli em Sol maior
- Seibel 102 \ Regina coeli em Ré maior
- Seibel 115 \ Sanctus em Ré maior
- Seibel 119 \ Regina coeli em Si bemol maior

### Lamentações
- Seibel 71 \ Lamentatio Jeremiae em Coena Domini I em dó menor
- Seibel 72 \ Lamentatio Jeremiae em Coena Domini II em Fá menor
- Seibel 73 \ Lamentatio Jeremiae em Coena Domini III em Fá menor
- Seibel 74 \ Lamentatio Jeremiae per il Venendi Santo I em Sol menor
- Seibel 75 \ Lamentatio Jeremiae per il Venendi Santo II em dó menor
- Seibel 76 \ Lamentatio Jeremiae per il Venendi Santo III em dó menor
- Seibel 77 \ Lamentatio Jeremias em Fá menor

### Respostas
- Seibel 103 \ In monte oliveti em Fá maior
- Seibel 104 \ Tristis est anima mea em Fá maior
- Seibel 105 \ Ecce vidimus eum em Fá maior
- Seibel 106 \ Amicus meus osculi me tradidit em lá menor
- Seibel 107 \ Judas mercator pessimus em lá menor
- Seibel 108 \ Unus ex discipulis meis em dó maior
- Seibel 109 \ Erat quase Agnus innocens ductus em dó maior
- Seibel 110 \ Una hora non potuistis em Sol menor
- Seibel 111 \ Seniores res populi cruci eum fecerunt em dó maior
- Seibel 112 \ Omnes amici mei dereliquerunt em Lá menor
- Seibel 113 \ Sicut ovis ad occissionem ductus em Sol menor
- Seibel 114 \ Beata viscera Mariae Virginis em Sol menor

## Obras ocasionais e teatrais

### Óperas
- Seibel 120 \ Flavio Crispo 1720
- Seibel 121 \ Le passioni per troppo amore[6]
- Seibel 122 \ Mario

### Árias para óperas
- Seibel 123 \ Beleidigtes Hertz em Lá maior
- Seibel 124 \ Walle mein erhitztes Bluth em dó maior
- Seibel 125 \ Unglücklich in der Liebe seyn em Sol menor
- Seibel 126 \ Dir Tugend und Jugend verknüpfet das Band em Sol maior
- Seibel 127 \ Treu ist mir angebohren em Si bemol maior
- Seibel 128 \ Gehe nur verwegner Schöner em Mi maior
- Seibel 129 \ Ich morrerá Falschheit rächen em Ré maior
- Seibel 130 \ Wann hohe Häubter loben em Lá maior
- Seibel 131 \ Denke nicht verdammte Liebe em Fá maior
- Seibel 132 \ Edelste Freyheit, mein eintziges Vergnügen em Lá maior
- Seibel 133 \ Hertz und Füß eilt mit Verlangen em Fá maior
- Seibel 134 \ Meine Lippen sind voll Lachens em Ré maior
- Seibel 135 \ Bella donna e che non fa? em Sol maior (fragmento)
- Seibel 136 \ Eures Schönsten Augen-Licht em Mi bemol maior (fragmento)

### Serenatas
- Seibel 200 \ Diana su l'Elba
- Seibel 201 \ La Gara degli Dei
- Seibel 202 \ Zeffiro e Chori
- Seibel 203 \ Le notte di Nettuno e di Teti
- Seibel 204 \ Serenata di Moritzburg

### Oratórios
- Seibel 19 \ La Pace di Kamberga
- Seibel 20 \ Passionsoratorium

## Trabalhos perdidos
- Seibel 272 \ Starke Kirchen-Musiquen
- Seibel 273 \ Sonata para 6 violinos
- Seibel 274 \ So con un vezzo
- Seibel 275 \ Várias obras mencionadas em coleções
- Seibel 276 \ Vários trabalhos mencionados em Zerbst
- Seibel deest \ Massa No.10 em Ré maior